# Moravsko (Zdelov)
Moravsko je malá osada, část obce Zdelov v okrese Rychnov nad Kněžnou. Nachází se asi 2 km severozápadně od Zdelova u silnice I/36 vedoucí z Borohrádku do Čestic.

## Historie
První písemná zmínka o obci pochází z roku 1342

## Pamětihodnosti
Výklenková kaplička
Kamenný kříž

## Galerie

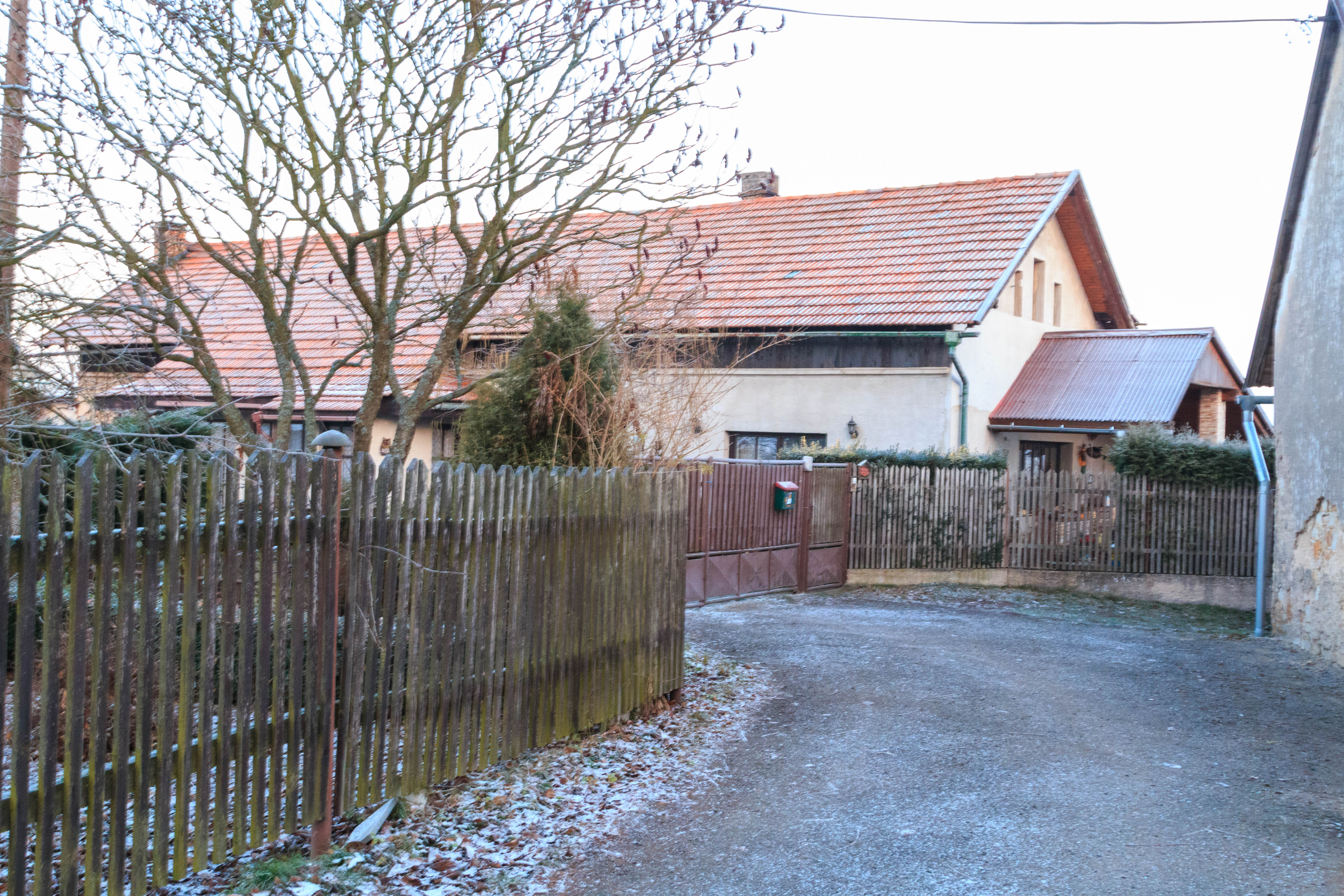
Moravsko u Zdelova – čp. 111
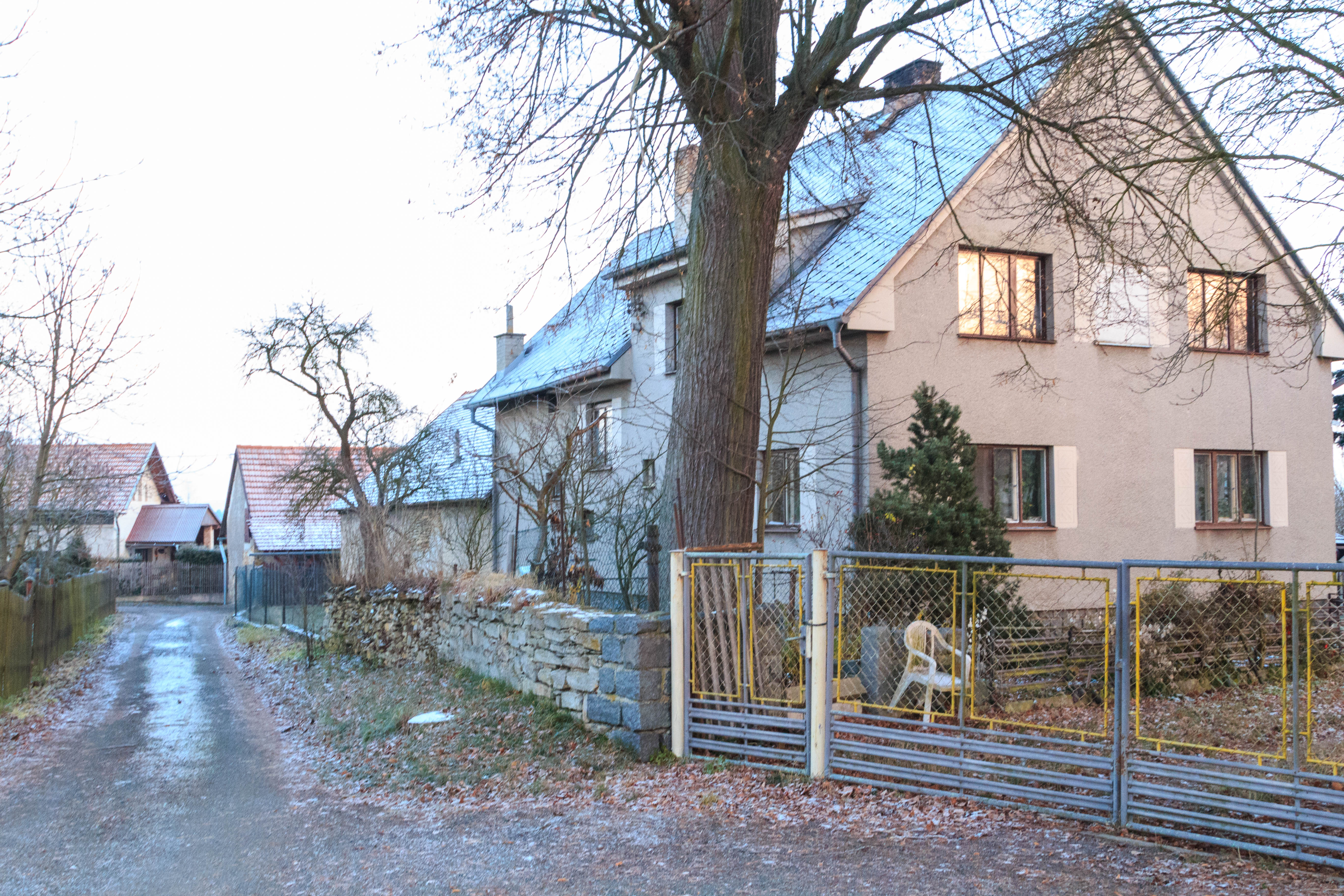
Moravsko u Zdelova – čp. 112
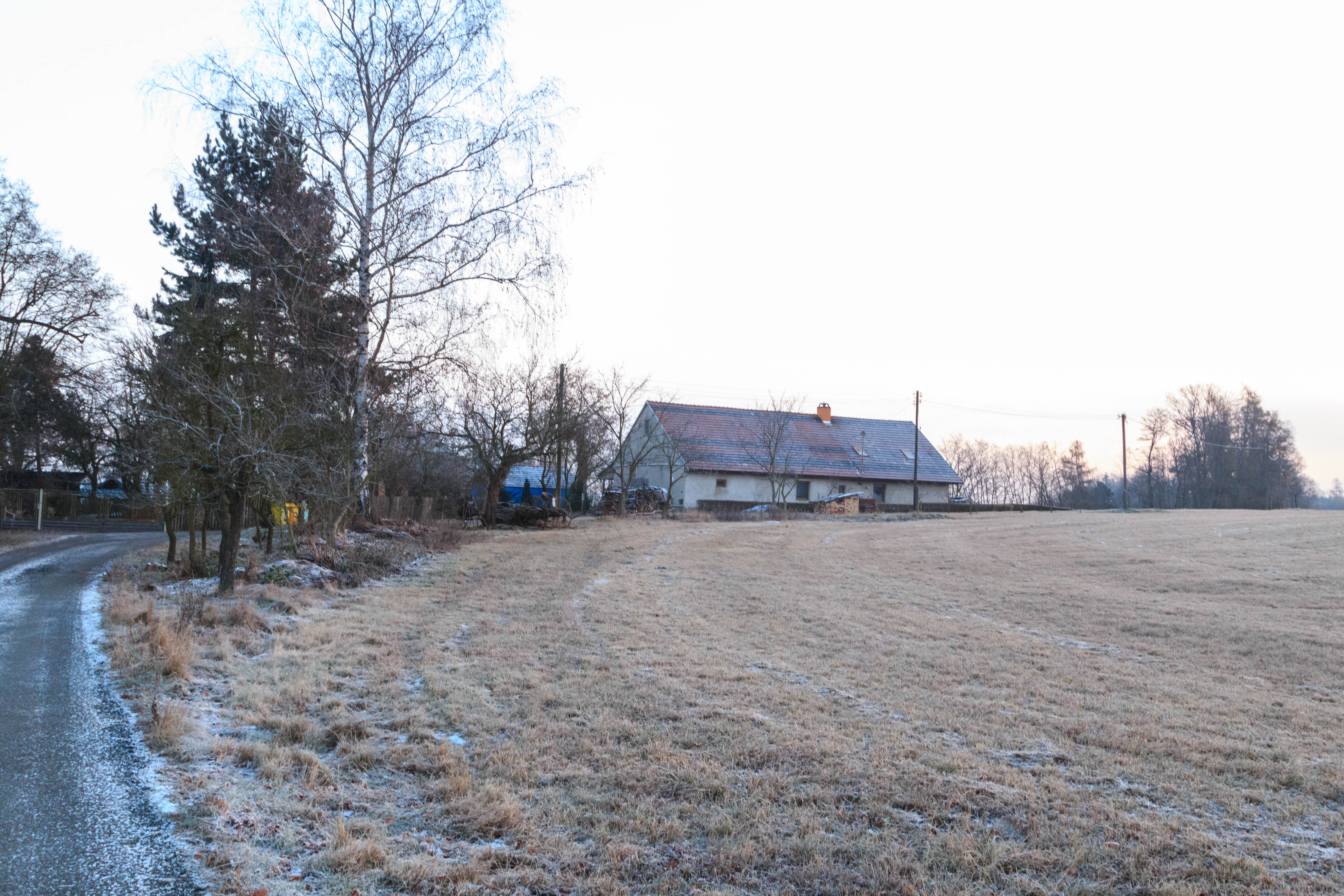
Moravsko u Zdelova – čp. 113
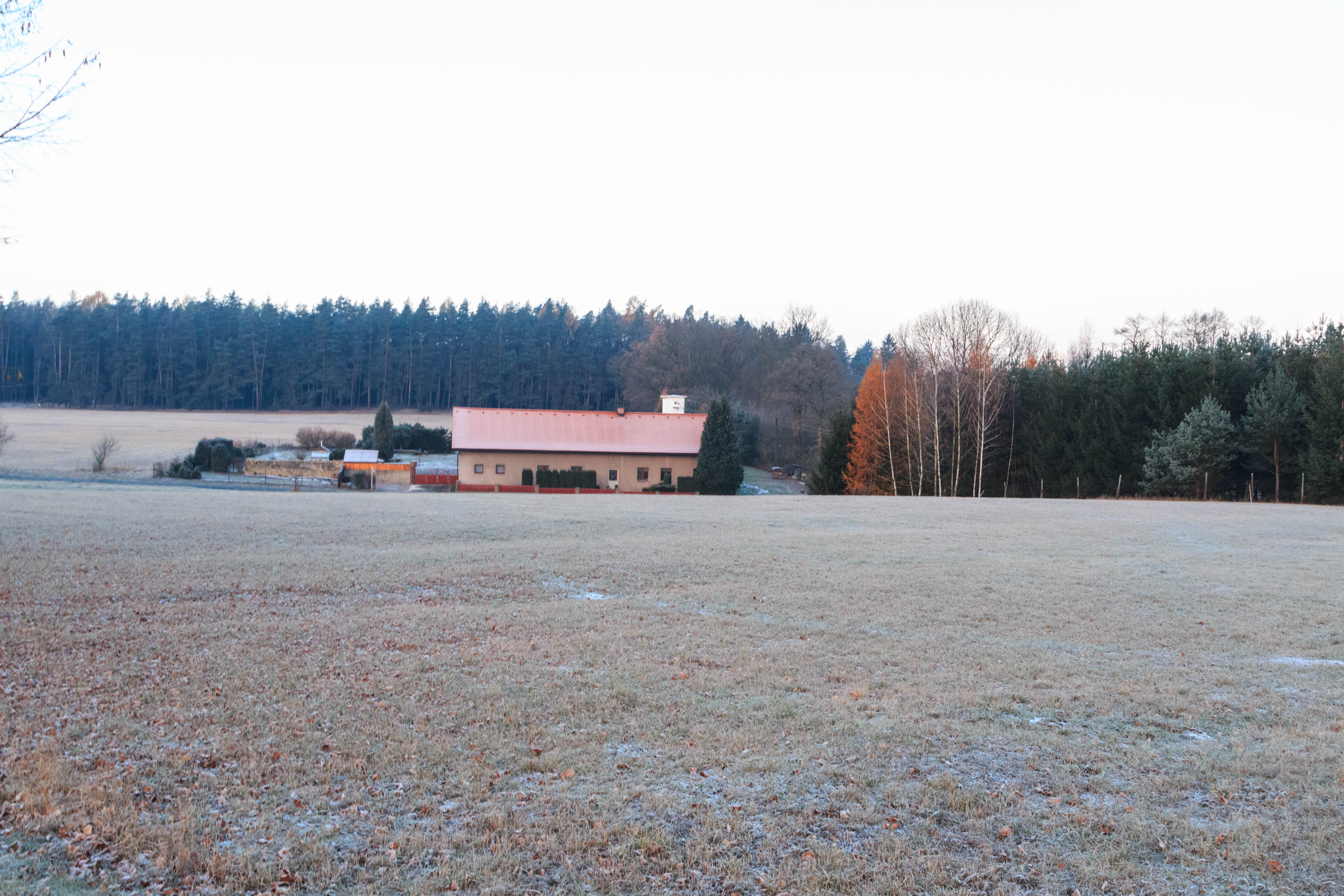
Moravsko u Zdelova – čp. 115